# Boris Becker
Pour les articles homonymes, voir Becker.
Boris Franz Becker, né à Leimen (Bade-Wurtemberg) le 22 novembre 1967, est un joueur de tennis allemand professionnel. Il a remporté six tournois du Grand Chelem, Wimbledon en 1985, 1986 et 1989, l'US Open en 1989 et l'Open d'Australie en 1991 et 1996. Il a également remporté trois fois les Masters de fin d'année en 1988, 1992 et 1995, ainsi que deux fois la Coupe Davis en 1988 et 1989. Il fait sensation quand il remporte son premier Wimbledon à 17 ans en 1985, et gagne un surnom « Boum-Boum », du fait de son service et de son jeu offensifs, basés sur la puissance.
De sa génération, il est le seul joueur à avoir remporté les quatre différents Championnats du monde ou épreuves finales de catégories de tournois, à chaque fois sur moquette, qui se présentaient à son époque, à savoir, chronologiquement : le WCT Finals à Dallas en 1988, les Masters à New York en 1988 (sous l’égide de l’ITF), l’ATP Tour World Championships à Francfort en 1992 et en 1995, et, enfin, la Coupe du Grand Chelem à Munich en 1996 (sous l’égide de l’ITF, épreuve finale des tournois du Grand Chelem). Considérant qu’il a également remporté la Coupe Davis, la World Team Cup, la médaille d’or olympique en 1992 en double avec Michael Stich et la Hopman Cup, son palmarès est des plus complets, malgré trois demi-finales en simple perdues à Roland-Garros (1987, 1989 et 1991) et trois saisons terminées à la place de numéro 2 mondial en simple (1986, 1989 et 1990), mais jamais numéro 1, jusqu'à ce qu'il le devînt en 1991 après sa victoire à l’Open d'Australie contre Ivan Lendl en finale. Enfin, c’est l’un des rares joueurs désignés Champion du Monde ITF et joueur ATP de l’année sans avoir terminé la saison numéro 1 mondial, en 1989.
Sa surface de prédilection était la moquette, sur laquelle il a remporté plus de la moitié de ses 49 titres en simple.
Il est le second joueur (après Rafael Nadal) ayant gagné le plus grand nombre de matchs contre un no 1 mondial avec 19 victoires, notamment contre Ivan Lendl, Stefan Edberg et Pete Sampras. Il est l'un des dix joueurs avec Björn Borg, Rafael Nadal, Roger Federer, Pete Sampras, Novak Djokovic, Jimmy Connors, Ivan Lendl, John McEnroe et Andre Agassi à avoir un ratio de plus de 80 % de victoires en Grand Chelem. Il a remporté quatre fois le tournoi du Queen's, tout comme Lleyton Hewitt, Andy Roddick et John McEnroe.
En 2022, il est déclaré coupable de quatre chefs d’accusation liés à sa faillite personnelle, et est incarcéré. Il fait partie de ces champions de tennis, à l’instar de Björn Borg ou encore Vitas Gerulaitis, ayant connu des années « après tennis » assez difficiles, voire tourmentées, tant sur le plan personnel que financier.

## Carrière

### Débuts
Boris Becker commence le tennis très tôt, grâce à un court de tennis construit par son père. À douze ans, il suit un programme d'entraînement intensif, qui lui permet de jouer en ligue professionnelle dès ses dix-sept ans.

### 1984-1985: l'explosion au plus haut niveau
En 1984, il joue son premier tournoi du Grand Chelem à Wimbledon, où il abandonne au troisième tour (1/16), puis atteint les quarts de finale à l'Open d'Australie, alors joué en décembre sur gazon. A Cologne, il rencontre pour la première fois Stefan Edberg, contre qui il perd sur surface dure en salle.
En 1985, il remporte à la surprise générale son premier tournoi au célèbre Queen's de Londres, puis son premier tournoi du grand chelem à Wimbledon, alors qu'il n'est pas tête de série. Il devient le premier joueur non tête de série à remporter le tournoi, ainsi que le plus jeune à remporter un tournoi du Grand Chelem à 17 ans et 288 jours, jusqu'à ce que Michael Chang batte ce record en 1989 à Roland Garros. Il élimine trois têtes de série sur son parcours et renverse plusieurs situations compromises, d'abord en seizièmes de finale face à Joakim Nyström, qui sert deux fois pour le match et passe à deux points de la victoire (3-6, 7-6, 6-1, 4-6, 9-7). En huitièmes de finale contre Tim Mayotte, il est mené deux sets à un, puis en demi-finale Anders Järryd gâche une balle de deux sets à zéro dans le tie-break du second set.
Il parvient dans la foulée à remporter le tournoi de Cincinnati contre le récent vainqueur de Roland-Garros, Mats Wilander. Il termine l'année avec une nouvelle finale dans un tournoi, à Wembley, cette fois-ci perdue face au numéro un mondial Ivan Lendl. Il finit la saison en tant que numéro six au classement mondial.

### 1986: numéro deux mondial
En janvier 1986, il parvient en finale des Masters, où il échoue à nouveau face à Lendl. Deux mois plus tard en finale du tournoi de Chicago, il bat le joueur tchécoslovaque pour la première fois. Il défend son titre à Wimbledon et défait à nouveau Lendl en finale, en trois sets secs ; il est toujours à l'heure actuelle le plus jeune joueur ayant conservé un titre du Grand Chelem (18 ans et 7 mois).
Après un été brillant où il remporte l'open de Toronto, il déçoit en demi-finale de l'US Open face au surprenant Miloslav Mečíř. Cette défaite dans un tournoi majeur est d'autant plus surprenante qu'il conclut brillamment l'année par quatre victoires en tournoi, accédant ainsi à la deuxième place mondiale, derrière Lendl. Ce dernier consolide son rang avec une victoire face à Becker aux Masters joués cette fois-là en décembre.

### 1987-1988: deux années moyennes
L'année 1987 le montre plus en retrait, avec la perte précoce de son titre à Wimbledon, au deuxième tour face au méconnu Peter Doohan. Il gagne cependant trois titres en tournoi (dont le Queens en trois sets 6-7, 6-3, 6-4 face à Jimmy Connors avec une balle de match spectaculaire) et parvient à se maintenir à la cinquième place mondiale. Son meilleur résultat en grand chelem est une demi-finale à Roland Garros.
En 1988, il arrive jusqu'en finale à Wimbledon, où il échoue face à Stefan Edberg, alors qu'il vient de le battre deux semaines plus tôt au tournoi sur gazon du Queen's. Cette même année, il aide l'Allemagne à remporter la Coupe Davis pour la première fois, avant de terminer l'année en beauté par une victoire aux Masters en cinq sets face à Lendl. Il termine l'année numéro quatre mondial.

### 1989-1991: le sommet
1989 est certainement le sommet de sa carrière : il remporte la World Team Cup à Düsseldorf, compétition par équipe qui se déroule sur terre battue. Il gagne pour la troisième fois Wimbledon en battant Stefan Edberg en finale, et son unique US Open, en remontant de deux sets à rien et en sauvant deux balles de match au 2e tour contre Derrick Rostagno pour finalement battre en finale le numéro un mondial, Ivan Lendl. Il conclut l'année par une seconde victoire en Coupe Davis, contre la Suède. À cette occasion, il écrase en trois sets Stefan Edberg et Mats Wilander. Il remporte pour la seconde fois le tournoi de Bercy à nouveau contre Edberg mais il perd la finale du Masters de New York, toujours contre son éternel adversaire suédois. Pour autant, il n'a probablement jamais aussi bien joué qu'en cette fin d'année 1989. Comme en 1986, il redevient le dauphin de Lendl au classement mondial. À Roland Garros, il atteint les demi-finales où il perd contre Edberg en cinq sets. Jamais il n'aura été aussi près de la finale et du titre. Ne pas avoir remporté ce tournoi reste sans surprise la plus grande déception de sa carrière.
Bien que menant largement dans le total de leurs rencontres (25-10), Becker s'incline plus souvent contre Edberg dans les très grands rendez-vous en Grand Chelem (1-3). C'est ainsi qu'il perd en cinq sets la 3e finale consécutive qui oppose les deux joueurs à Wimbledon en 1990. Il se maintient cependant au deuxième rang mondial grâce à cinq victoires en tournoi et deux demi-finales à l'US Open et aux Masters. Au Masters 1990 il a l'occasion d'être numéro un mondial pour la première fois et en même temps de le faire en fin d'année, mais Edberg en battant Lendl (il perd en finale contre Agassi) en demi-finale a fait échouer ce projet, jamais Becker n'a été aussi déçu dans sa carrière.
En 1991, il parvient en finale de l'Open d'Australie, où il bat Lendl pour être enfin le numéro 1 mondial, la plus grande satisfaction de sa carrière. Il perd à la surprise générale contre son compatriote Michael Stich en finale de Wimbledon. Moins régulier dans les autres tournois, il glisse au troisième rang mondial en fin d'année.

### 1992-1994: la déception en grand chelem
L'année 1992 se révèle catastrophique pour Becker en Grand Chelem, avec un quart de finale à Wimbledon comme meilleur résultat. Il remporte cependant cinq tournois dont le Masters en fin d'année, et conserve ainsi sa place dans les cinq meilleurs joueurs du monde. L'année suivante est encore plus décevante, et Becker quitte le rang des dix meilleurs joueurs du monde pour la première fois depuis 1985.
Toujours décevant en Grand Chelem en 1994 avec aucune finale disputée, il parvient à remporter quatre tournois dont l'Open de Stockholm. Dans ce tournoi, alors classé no 6 mondial, il bat en quart, demi et finale les numéros 3, 1, et 2, exploit réalisé depuis par Novak Djokovic et David Nalbandian en 2007. Il termine l'année numéro trois mondial à la suite de sa finale perdue au Masters face au numéro un Pete Sampras. À noter le score très rare où au moins un des deux joueurs parvient à sept jeux ou plus dans tous les sets de 6-7, 7-5, 7-6, 6-7, 7-5 à Wimbledon, victoire contre Andreï Medvedev.

### 1995-1996: le regain de forme
Il commence l'année 1995 en établissant un record en réussissant cinq aces de suites dans le même jeu alors qu'il était mené 0/40 face à Andreï Medvedev à la Hopman Cup.

Becker arrive pour la septième fois en finale de Wimbledon en 1995 mais il est battu en quatre sets par Pete Sampras. Il triomphe par contre à la fin de l'année, au Masters de Francfort, contre Michael Chang. Malgré le gain des deux premières manches en finale du Masters de Monte-Carlo, il s'incline contre Thomas Muster en manquant au passage deux balles de match. Jamais il n'a été aussi près de remporter un tournoi sur terre battue : dans le tie-break du 4ème set, il gâche une balle de match en servant une deuxième balle à plus de 200 km/h sanctionnée d'une double faute.
Il remporte en 1996 son sixième et dernier titre du Grand Chelem : il remonte contre Thomas Johansson un handicap de deux sets à rien (4-6, 3-6, 6-2, 6-1, 6-4) au 2e tour puis bat Michael Chang en finale de l'Open d'Australie. Boris Becker atteint une nouvelle fois la finale du Masters à Hanovre. Contre Pete Sampras, alors no 1 mondial, il livre un duel acharné, d'un niveau de jeu jamais atteint. Sur le score de 3-6, 7-65, 7-64, 6-711, 6-4, Becker s'incline sans aucun regret. Il dit lui-même ne jamais pouvoir rejouer à ce niveau. Il remporte la Coupe du Grand Chelem, sa dernière victoire en tournoi, en battant Goran Ivanišević 6-3, 6-4, 6-4. Redevenu numéro quatre mondial à la fin 1996, il termine cette fois numéro six.

### 1997-1999: le déclin
Après son quart de finale à Wimbledon en 1997, Becker annonce qu'il ne participera plus aux tournois du Grand Chelem, il rejoue finalement à Wimbledon en 1999 pour y faire ses adieux.
En 1998, il remporte une deuxième fois la World Team Cup en ne jouant cette fois que les doubles. Il arrive en finale du tournoi de l'Open de Gstaad qui a été sa dernière chance de remporter un tournoi sur terre battue, mais il s'incline contre Àlex Corretja.
Il dispute une dernière finale à Hong Kong en avril 1999 contre Andre Agassi, finale qu'il perd 6-7, 6-4, 6-4. Il prend sa retraite quelques mois plus tard, après avoir joué une dernière fois au Tournoi du Queen's en simple et en double avec Pete Sampras et au Tournoi de Wimbledon, où, bien que classé seulement no 77, il atteint le 4e tour (huitièmes de finale) en battant Nicolas Kiefer no 18 et Lleyton Hewitt no 35. Son dernier vainqueur est l'Australien Patrick Rafter no 2. Il quitte donc le tennis avec un palmarès digne des plus grands joueurs de l'histoire, qui comporte 51 titres en simple et 15 titres en double. Il joue depuis par intermittence sur le Senior Tour.

### Double
En double, il a surtout remporté la médaille d'or du double messieurs aux Jeux olympiques de Barcelone en 1992 avec Michael Stich, mais aussi le Masters d'Indian Wells 1990 avec Guy Forget et le Masters de Monte-Carlo 1992 avec Michael Stich. Contrairement au simple, il a réussi en double à gagner plusieurs titres sur terre battue. Sa dernière apparition sur le circuit est un match de double en 2001 associé à Goran Ivanišević au 1er tour du Masters de Cincinnati. Dans sa carrière de double, il a joué avec Yannick Noah et Stefan Edberg, tous deux une fois en 1985, Pat Cash une fois en 1986, Thomas Muster une fois en 1990, Andre Agassi en 1992 puis 1998, John McEnroe en 1992 puis 1994, et enfin Pete Sampras en 1999.

### Double mixte
Il joue en double mixte à deux reprises seulement dans toute sa carrière à la Hopman Cup, avec Steffi Graf en 1992 et Anke Huber en 1995, mais il ne gagne aucun match.

## Après carrière
« Boum-Boum », comme aimaient le surnommer les médias, est aujourd'hui copropriétaire de Völkl, une marque d'équipements sportifs, qui a sous contrat plusieurs joueurs ATP (Radek Štěpánek, Jiří Novák), ainsi que de plusieurs concessions Mercedes en Allemagne. Fin 2007, le champion allemand se lance un nouveau challenge en intégrant l'équipe du site de poker PokerStars pour devenir joueur de poker professionnel.
Il est membre du International Tennis Hall of Fame depuis 2003.
Son autobiographie, sortie en 2004, s'intitule « Sans filet ».
Après sa carrière, il a également participé à des matchs d'exhibition en 2005, comme Michael Stich, et a répondu aux questions du journaliste et animateur de radio Marc Engelhard sur la situation du tennis.
En décembre 2013, Novak Djokovic annonce que Boris Becker va devenir son entraîneur chef pour la saison 2014. En conséquence, Becker abandonne son rôle de commentateur à la BBC. Leur collaboration se termine fin 2016.
Becker devient l'entraîneur d'Holger Rune en octobre 2023. Il le reste jusqu'en février 2024, invoquant un manque de disponibilité de sa part pour le joueur danois pour justifier son départ.

## Faillite
En juin 2017, Boris Becker a été déclaré en état de faillite personnelle par un tribunal londonien pour une dette de plusieurs millions d'euros,.
Le 19 juin 2018, le directeur du cabinet du ministre des Affaires Etrangères de la Centrafrique fait état de l'utilisation par Boris Becker d'un faux passeport diplomatique.
En avril 2022, cinq ans après sa faillite, il est déclaré coupable à Londres de quatre des 24 chefs de poursuites qui lui étaient reprochés en lien avec un prêt de 3,5 millions d'euros accordé par la banque privée Arbuthnot Latham.
Le 29 avril 2022, il est condamné à deux ans et demi de prison pour avoir caché 2,5 millions de livres sterling d’avoirs et de prêts pour éviter de payer ses dettes, et est incarcéré; il devrait faire la moitié de sa peine derrière les barreaux. Il est emprisonné à Londres durant huit mois avant d'être renvoyé en Allemagne.

## Son jeu

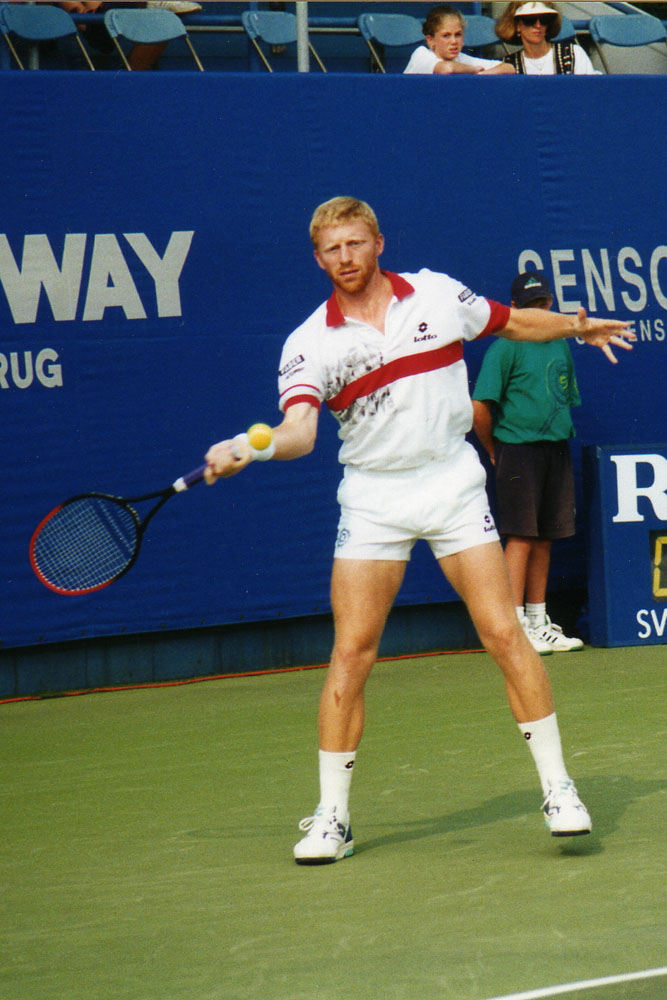
Cincinnati 1994.

Boris était connu pour être l'un des premiers grands serveurs (même si John McEnroe possédait déjà un service extrêmement performant). Son surnom de « Boum-Boum » vient du fait qu'il n'avait besoin que de deux coups de raquette pour remporter le point. Le 1er « Boum » pour le service, puis le 2e « Boum » pour le 2e coup de raquette souvent décisif. Il a été le premier à dépasser en vitesse de balle lors du service les 200 km/h au cours des années 1980, vitesse aujourd'hui dépassée par de nombreux joueurs, tout en sachant qu'il faut tenir compte de l'ancienneté des équipements pour prendre la vraie mesure de la puissance de Becker.
Mais on ne peut en aucun cas restreindre le jeu de Becker à sa seule puissance au service, bien que cela fût une des raisons essentielles de ses trois succès à Wimbledon : contrairement aux purs serveurs que sont Greg Rusedski, Richard Krajicek, Mark Philippoussis ou encore Goran Ivanišević, pour qui les possibilités de briller ailleurs que sur surface rapide sont assez limitées, Becker possédait un jeu nettement plus complet avec notamment un très bon coup droit, un revers à une main solide, et une volée capable de rivaliser avec celle de son grand rival Stefan Edberg sans oublier ses innombrables plongeons.
Malgré la lourdeur de ses jambes, qui limite quelque peu sa vitesse et sa capacité de déplacement, il obtient des résultats intéressants sur terre battue en simple, atteignant à trois reprises les demi-finales à Roland-Garros (1987, 1989, 1991). Néanmoins, malgré des finales à Monte-Carlo (1989, 1991, 1995), Rome (1994) et Hambourg (1990), il n'a jamais gagné de tournoi sur cette surface.
Mais c'est sur l'herbe, sa surface de prédilection, qu'il a vécu ses plus grandes heures de gloire. Sa rivalité avec Stefan Edberg, une magnifique opposition d'attaquants aux styles contraires (la finesse et le toucher pour Edberg, la puissance et la percussion pour Becker), ne s'exprime jamais mieux que sur le gazon londonien. Malgré l'écrasante domination de Becker dans le total de leurs face-à-face (25-10), leurs trois finales consécutives donnent à deux reprises la victoire à Edberg, contre une à Becker.
Pete Sampras, en battant Becker en finale à Wimbledon en 1995, prend en quelque sorte le relais au poste de maître des lieux, ce qui fit dire à Becker : « avant, Wimbledon était mon jardin, maintenant c'est le sien ». Produisant un jeu d'attaque complet, comme lui, mais avec plus d'élégance, d'adresse et surtout plus de souplesse dans le jeu et le déplacement, Pete Sampras peut être considéré comme l'héritier de Boris Becker, voire comme une synthèse de Edberg et Becker : comme eux, il a tout gagné, sauf les Internationaux de France de tennis, terre maudite pour les attaquants.
Becker est donc le précurseur du tennis d'attaque moderne, et beaucoup de joueurs s'en sont inspirés, à l'instar d'Andy Roddick. Edberg, lui, a suivi une filière tout à fait à part dans l'histoire du tennis, que seul Tim Henman semble avoir perpétuée au plus haut niveau. Mais comme Edberg, il est dépassé à partir du milieu des années 1990 par la puissance des joueurs de la nouvelle génération, ce qui le pousse vers la sortie en 1998. Il faut cependant souligner la belle longévité de la carrière de Becker : 11 ans séparent sa première et sa dernière victoire en Grand Chelem, ce qui le place dans la cour des plus grands de l'histoire du tennis. Avec Steffi Graf, Michael Stich et Anke Huber, il fait aussi partie des précurseurs de la popularité du tennis en Allemagne, sport autrefois boudé par le public dans ce pays, et qui rencontrera un grand succès grâce à ses héritiers Tommy Haas, Rainer Schüttler, Nicolas Kiefer, ou aujourd'hui Alexander Zverev.

## En dehors des courts

### Vie privée
Le 17 décembre 1993, Becker épouse l'actrice Barbara Becker. Le 18 janvier 1994 vient au monde leur premier fils Noah Gabriel. Leur second fils, Elias Balthasar, naît le 4 septembre 1999. Boris et Barbara divorcent en 2001.
Il a une fille avec Angela Ermakova, Anna Ermakova, née le 22 mars 2000.
Il se remarie avec le mannequin Sharlely « Lilly » Kerssenberg le 12 juin 2009. Le 9 février 2010 naît leur fils, Amadeus Benedict Edley Luis Becker.

## Palmarès

### Titres non recensés par l'ATP
- 2 titres de tournois sur invitation non comptabilisés: Atlanta 1986 et Wirral 1989
- 2 finales de tournois sur invitation non comptabilisées: Nîmes 1986 et Anvers 1991

## Records, performances et autres enGrand Chelem
- 1984 : plus jeune vainqueur d'un match à Wimbledon
- 1985 : plus jeune vainqueur de Wimbledon : record
- 1986 : plus jeune joueur à gagner 2 titres, 2 Wimbledon à moins de 19 ans : record
- 1986 : plus jeune à conserver un titre, une fois à Wimbledon : record
- 1989 : 3 titres du même tournoi, Wimbledon.
- 1989 : sauve une balle de match au 2e tour, puis remporte l'US Open[16].
- 1989 : il remporte 2 titres consécutivement, Wimbledon puis l'US Open.
- 1989 : 2 titres consécutifs sur l'année.
- 1991 : Petit Chelem en carrière après sa victoire à l'Open d'Australie.
- 1996 : plus grand écart entre 2 titres du Grand Chelem, de l'Open d'Australie 1991 à l'Open d'Australie 1996 : record de l'ère Open.
- Record du plus grand nombre de comeback de 2 sets à 0. Une fois en finale à Bruxelles, 2 fois en Coupe Davis, 7 fois en Grand Chelem : 10.
- Corecord du nombre de matchs de plus de 5 heures (1 de plus de 6 h et 2 de plus de 5 h) : 3 avec Wilander (dont 2 de plus de 6 h), Nadal, Clément et Massu.
- Corecord du plus grand nombre de victoires sur un no 1 mondial (codétenu avec Nadal) : 19.

Contre-performance
- 1987 : seul double tenant d'un titre du Grand Chelem à perdre au 2e tour

## Parcours dans les tournois du Grand Chelem

### En simple
| Année | Open d'Australie | Open d'Australie | Internationaux de France | Internationaux de France | Wimbledon      | Wimbledon  | US Open         | US Open     | Open d'Australie | Open d'Australie |
| ----- | ---------------- | ---------------- | ------------------------ | ------------------------ | -------------- | ---------- | --------------- | ----------- | ---------------- | ---------------- |
| 1984  | n.o.             | n.o.             | —                        | —                        | 3e tour (1/16) | B. Scanlon | —               | —           | 1/4 de finale    | Testerman        |
| 1985  | n.o.             | n.o.             | 2e tour (1/32)           | M. Wilander              | Victoire       | K. Curren  | 1/8 de finale   | J. Nyström  | 2e tour (1/32)   | Schapers         |
| 1986  | n.o.             | n.o.             | 1/4 de finale            | M. Pernfors              | Victoire       | I. Lendl   | 1/2 finale      | M. Mečíř    | n.o.             | n.o.             |
| 1987  | 1/8 de finale    | W. Masur         | 1/2 finale               | M. Wilander              | 2e tour (1/32) | P. Doohan  | 1/8 de finale   | B. Gilbert  | n.o.             | n.o.             |
| 1988  | —                | —                | 1/8 de finale            | H. Leconte               | Finale         | S. Edberg  | 2e tour (1/32)  | D. Cahill   | n.o.             | n.o.             |
| 1989  | 1/8 de finale    | Svensson         | 1/2 finale               | S. Edberg                | Victoire       | S. Edberg  | Victoire        | I. Lendl    | n.o.             | n.o.             |
| 1990  | 1/4 de finale    | Wilander         | 1er tour (1/64)          | Ivanišević               | Finale         | S. Edberg  | 1/2 finale      | A. Agassi   | n.o.             | n.o.             |
| 1991  | Victoire         | I. Lendl         | 1/2 finale               | A. Agassi                | Finale         | M. Stich   | 3e tour (1/16)  | P. Haarhuis | n.o.             | n.o.             |
| 1992  | 3e tour (1/16)   | J. McEnroe       | —                        | —                        | 1/4 de finale  | A. Agassi  | 1/8 de finale   | I. Lendl    | n.o.             | n.o.             |
| 1993  | 1er tour (1/64)  | A. Järryd        | 2e tour (1/32)           | R. Gilbert               | 1/2 finale     | P. Sampras | 1/8 de finale   | M. Larsson  | n.o.             | n.o.             |
| 1994  | —                | —                | —                        | —                        | 1/2 finale     | Ivanišević | 1er tour (1/64) | Reneberg    | n.o.             | n.o.             |
| 1995  | 1er tour (1/64)  | P. McEnroe       | 3e tour (1/16)           | A. Voinea                | Finale         | P. Sampras | 1/2 finale      | A. Agassi   | n.o.             | n.o.             |
| 1996  | Victoire         | M. Chang         | —                        | —                        | 3e tour (1/16) | N. Godwin  | —               | —           | n.o.             | n.o.             |
| 1997  | 1er tour (1/64)  | C. Moyà          | —                        | —                        | 1/4 de finale  | P. Sampras | —               | —           | n.o.             | n.o.             |
| 1998  | —                | —                | —                        | —                        | —              | —          | —               | —           | n.o.             | n.o.             |
| 1999  | —                | —                | —                        | —                        | 1/8 de finale  | P. Rafter  | —               | —           | n.o.             | n.o.             |

N.B. : à droite du résultat se trouve le nom de l'ultime adversaire.

### En double
| Année | Open d'Australie                                                                       | Open d'Australie | Internationaux de France                                                    | Internationaux de France                                                    | Wimbledon                                                                            | Wimbledon                                                                         | US Open                                                                                     | US Open | Open d'Australie | Open d'Australie |
| ----- | -------------------------------------------------------------------------------------- | ---------------- | --------------------------------------------------------------------------- | --------------------------------------------------------------------------- | ------------------------------------------------------------------------------------ | --------------------------------------------------------------------------------- | ------------------------------------------------------------------------------------------- | ------- | ---------------- | ---------------- |
| 1984  | n.o.                                                                                   | n.o.             | 1er tour (1/32) W. Fibak \|\| style="text-align:left;" \| J. Canter D. Tarr | 1er tour (1/32) W. Fibak \|\| style="text-align:left;" \| P. Složil T. Šmíd | —                                                                                    | —                                                                                 | 2e tour (1/16) A. Maurer \|\| style="text-align:left;" \| W. Masur B. Dyke                  |         |                  |                  |
| 1985  | n.o.                                                                                   | n.o.             | —                                                                           | —                                                                           | 2e tour (1/16) M. Leach \|\| style="text-align:left;" \| Ti. Gullikson To. Gullikson | 2e tour (1/16) S. Živojinović \|\| style="text-align:left;" \| H. Leconte Y. Noah | 1/4 de finale S. Živojinović \|\| style="text-align:left;" \| P. Annacone Chr. van Rensburg |         |                  |                  |
| 1986  | n.o.                                                                                   | n.o.             | —                                                                           | —                                                                           | —                                                                                    | —                                                                                 | —                                                                                           | —       | n.o.             | n.o.             |
| 1987  | 1/8 de finale S. Živojinović \|\| style="text-align:left;" \| P. Doohan L. Warder      | —                | —                                                                           | —                                                                           | —                                                                                    | —                                                                                 | —                                                                                           | n.o.    | n.o.             |                  |
| 1988  | —                                                                                      | —                | —                                                                           | —                                                                           | —                                                                                    | —                                                                                 | —                                                                                           | —       | n.o.             | n.o.             |
| 1989  | 2e tour (1/16) S. Živojinović \|\| style="text-align:left;" \| T. Pawsat T. Svantesson | —                | —                                                                           | —                                                                           | —                                                                                    | —                                                                                 | —                                                                                           | n.o.    | n.o.             |                  |
| 1990  | —                                                                                      | —                | —                                                                           | —                                                                           | —                                                                                    | —                                                                                 | —                                                                                           | —       | n.o.             | n.o.             |
| 1991  | 1/8 de finale P. Kühnen \|\| style="text-align:left;" \| B. Garrow B. Pearce           | —                | —                                                                           | —                                                                           | —                                                                                    | —                                                                                 | —                                                                                           | n.o.    | n.o.             |                  |
| 1992  | 1er tour (1/32) T. Šmíd \|\| style="text-align:left;" \| J. Grabb R. Reneberg          | —                | —                                                                           | —                                                                           | —                                                                                    | —                                                                                 | —                                                                                           | n.o.    | n.o.             |                  |

N.B. : le nom du ou de la partenaire se trouve sous le résultat ; les noms des ultimes adversaires se trouvent à droite.

## Parcours aux Masters
| Masters Cup | Masters Cup                                             | Masters Cup   |
| Année       | Résultat                                                | Adversaire    |
| ----------- | ------------------------------------------------------- | ------------- |
| 1985        | Finale                                                  | Ivan Lendl    |
| 1986        | Finale                                                  | Ivan Lendl    |
| 1987        | Élimination en poule                                    | Ivan Lendl    |
| 1988        | Victoire                                                | Ivan Lendl    |
| 1989        | Finale                                                  | Stefan Edberg |
| 1990        | 1/2 finale \|\| style="text-align:left" \| Andre Agassi |               |
| 1991        | Élimination en poule                                    | Pete Sampras  |
| 1992        | Victoire                                                | Jim Courrier  |
| 1993        | Non qualifié                                            | Échec         |
| 1994        | Finale                                                  | Pete Sampras  |
| 1995        | Victoire                                                | Michael Chang |
| 1996        | Finale                                                  | Pete Sampras  |

## Détail de ses performances en Grands Chelems et aux Masters
| Tournoi                            | 1984 | 1985 | 1986 | 1987 | 1988 | 1989 | 1990 | 1991 | 1992 | 1993 | 1994 | 1995 | 1996 | 1997 | 1998 | 1999 | Carrière | V-D   |
| ---------------------------------- | ---- | ---- | ---- | ---- | ---- | ---- | ---- | ---- | ---- | ---- | ---- | ---- | ---- | ---- | ---- | ---- | -------- | ----- |
| Open d'Australie                   | QF   | 2T   | -    | 4T   | -    | 4T   | QF   | V    | 3T   | 1T   | -    | 1T   | V    | 1T   | -    | -    | 2        | 29-9  |
| Internationaux de France de tennis | -    | 2T   | QF   | DF   | 4T   | DF   | 1T   | DF   | -    | 2T   | -    | 3T   | -    | -    | -    | -    | 0        | 26-9  |
| Wimbledon                          | 3T   | V    | V    | 2T   | F    | V    | F    | F    | QF   | DF   | DF   | F    | 3T   | QF   | -    | 4T   | 3        | 71-12 |
| US Open                            | -    | 4T   | DF   | 4T   | 2T   | V    | DF   | 3T   | 4T   | 4T   | 1T   | DF   | -    | -    | -    | -    | 1        | 37-10 |
| Masters                            | -    | F    | F    | RR   | V    | F    | DF   | RR   | V    | -    | F    | V    | F    | -    | -    | -    | 3        | 36-13 |

## Parcours dans les Grand Prix Championship Series
| Année | Philadelphie (jusqu'en 1986) puis Indian Wells | Forest Hills (jusqu'en 1985) puis Miami | Monte-Carlo         | Rome                     | Hambourg              | Canada               | Cincinnati            | Stockholm                   | Tokyo (jusqu'en 1988) puis Paris |
| ----- | ---------------------------------------------- | --------------------------------------- | ------------------- | ------------------------ | --------------------- | -------------------- | --------------------- | --------------------------- | -------------------------------- |
| 1985  | 2e tour S. Edberg                              | -                                       | 2e tour J. L. Clerc | 1/2 finale Y. Noah       | -                     | -                    | Victoire M. Wilander  | -                           | 1/2 finale I. Lendl              |
| 1986  | -                                              | 3e tour M. Šrejber                      | -                   | 1/4 de finale E. Sánchez | 2e tour M. Purcell    | Victoire S. Edberg   | -                     | -                           | Victoire S. Edberg               |
| 1987  | Victoire S. Edberg                             | 1er tour D. Rostagno                    | 2e tour J. Arias    | -                        | -                     | 1/2 finale S. Edberg | Finale S. Edberg      | -                           | 1/4 de finale S. Živojinović     |
| 1988  | Victoire E. Sánchez                            | -                                       | 2e tour M. Vajda    | 1er tour T. Tulasne      | 1/2 finale H. Leconte | -                    | -                     | Victoire P. Lundgren        | Victoire J. Fitzgerald           |
| 1989  | 1/8 de finale J. Berger                        | -                                       | Finale A. Mancini   | -                        | 1/2 finale H. Skoff   | -                    | 1/2 finale B. Gilbert | 1/8 de finale J. Gunnarsson | Victoire S. Edberg               |

N.B. : sous le résultat se trouve le nom de l’ultime adversaire.

## Parcours dans lesMasters Series
| Année | Indian Wells         | Miami                    | Monte-Carlo                  | Rome                        | Hambourg                   | Canada                  | Cincinnati                | Stockholm puis Essen puis Stuttgart | Paris                     |
| ----- | -------------------- | ------------------------ | ---------------------------- | --------------------------- | -------------------------- | ----------------------- | ------------------------- | ----------------------------------- | ------------------------- |
| 1990  | 1/2 finale A. Agassi | 3e tour J.-P. Fleurian   | 1/4 de finale E. Sánchez     | -                           | Finale J. Aguilera         | -                       | -                         | Victoire S. Edberg                  | Finale S. Edberg          |
| 1991  | -                    | 3e tour P. McEnroe       | Finale S. Bruguera           | -                           | -                          | -                       | 1/2 finale G. Forget      | Victoire S. Edberg                  | 1/8 de finale J. Svensson |
| 1992  | -                    | 1/8 de finale A. Mancini | 1/8 de finale A. Krickstein  | -                           | 1/2 finale M. Stich        | -                       | -                         | 1/4 de finale G. Ivanišević         | Victoire G. Forget        |
| 1993  | -                    | 3e tour N. Kulti         | 2e tour M. Rosset            | 1/8 de finale A. Chesnokov  | 1/8 de finale B. Karbacher | 1/8 de finale T. Martin | -                         | 1/8 de finale M. Washington         | 1/4 de finale A. Boetsch  |
| 1994  | -                    | 3e tour A. Agassi        | -                            | Finale P. Sampras           | 2e tour À. Corretja        | -                       | 1/8 de finale A. Mansdorf | Victoire G. Ivanišević              | 1/4 de finale M. Rosset   |
| 1995  | 1/2 finale A. Agassi | -                        | Finale T. Muster             | -                           | 2e tour J. Yzaga           | -                       | 2e tour J. Siemerink      | 1/8 de finale R. Krajicek           | Finale P. Sampras         |
| 1996  | 2e tour C. Costa     | -                        | 1/8 de finale M. Ríos        | -                           | 1/8 de finale G. Schaller  | -                       | -                         | Victoire P. Sampras                 | 2e tour C. Moyà           |
| 1997  | -                    | -                        | 1er tour R. Furlan           | 1/8 de finale G. Ivanišević | 1/8 de finale F. Mantilla  | -                       | -                         | 2e tour R. Krajicek                 | 2e tour P. Sampras        |
| 1998  | -                    | -                        | 1/4 de finale A. Berasategui | -                           | 1er tour M. Gustafsson     | -                       | -                         | 1/8 de finale G. Ivanišević         | 1er tour N. Escudé        |
| 1999  | -                    | 2e tour M. Safin         | 2e tour J. Golmard           | -                           | -                          | -                       | -                         | -                                   | -                         |

N.B. : sous le résultat se trouve le nom de l’ultime adversaire.

## Classement ATP en fin de saison
Sa première apparition au classement ATP date du 2 janvier 1984, à la 563e place. Il fut classé dans le top 100 durant 633 semaines consécutives, du 10 décembre 1984 au 19 juillet 1999, dont 10 semaines no 1.
| Année | 1984 | 1985 | 1986 | 1987 | 1988 | 1989 | 1990 | 1991 | 1992 | 1993 | 1994 | 1995 | 1996 | 1997 | 1998 | 1999 |
| Rang  | 66   | 6    | 2    | 5    | 4    | 2    | 2    | 3    | 5    | 11   | 3    | 4    | 6    | 63   | 69   | 130  |

source : (en) Classements de Boris Becker sur le site officiel de la Fédération internationale de tennis

## Victoires sur lesno1
| #  | B.B  | Lieu | Lieu      | Année | Surface    | Adversaire | Adversaire    | Tour | Score                             |
| -- | ---- | ---- | --------- | ----- | ---------- | ---------- | ------------- | ---- | --------------------------------- |
| 1  | no 6 |      | Chicago   | 1986  | Moquette   |            | Ivan Lendl    | F    | 7-6, 6-3                          |
| 2  | no 6 |      | Wimbledon | 1986  | Gazon      |            | Ivan Lendl    | F    | 6-4, 6-3, 7-5                     |
| 3  | no 3 |      | Sydney    | 1986  | Dur indoor |            | Ivan Lendl    | F    | 3-6, 7-6, 6-2, 6-0                |
| 4  | no 8 |      | Wimbledon | 1988  | Gazon      |            | Ivan Lendl    | DF   | 6-4, 6-3, 6-7, 6-4                |
| 5  | no 4 |      | New York  | 1988  | Moquette   |            | Mats Wilander | RR   | 7-6, 6-7, 6-1                     |
| 6  | no 2 |      | Wimbledon | 1989  | Gazon      |            | Ivan Lendl    | DF   | 7-5, 6-7, 2-6, 6-4, 6-3           |
| 7  | no 2 |      | US Open   | 1989  | Dur        |            | Ivan Lendl    | F    | 7-6, 1-6, 6-3, 7-6                |
| 8  | no 2 |      | Stuttgart | 1990  | Moquette   |            | Ivan Lendl    | F    | 6-2, 6-2                          |
| 9  | no 2 |      | Sydney    | 1990  | Dur indoor |            | Stefan Edberg | F    | 7-6, 6-4, 6-4                     |
| 10 | no 2 |      | Stockholm | 1990  | Moquette   |            | Stefan Edberg | F    | 6-4, 6-0, 6-3                     |
| 11 | no 2 |      | Stockholm | 1991  | Moquette   |            | Stefan Edberg | F    | 3-6, 6-4, 1-6, 6-2, 6-2           |
| 12 | no 5 |      | Bruxelles | 1992  | Moquette   |            | Jim Courier   | F    | 6-7(5), 2-6, 7-6(10), 7-6(5), 7-5 |
| 13 | no 9 |      | Paris     | 1992  | Moquette   |            | Jim Courier   | QF   | 7-6(5), 6-3                       |
| 14 | no 7 |      | Francfort | 1992  | Moquette   |            | Jim Courier   | F    | 6-4, 6-3, 7-5                     |
| 15 | no 6 |      | Stockholm | 1994  | Moquette   |            | Pete Sampras  | DF   | 6-4, 6-4                          |
| 16 | no 5 |      | Francfort | 1994  | Moquette   |            | Pete Sampras  | RR   | 7-5, 7-5                          |
| 17 | no 4 |      | Wimbledon | 1995  | Gazon      |            | Andre Agassi  | DF   | 2-6, 7-6(1), 6-4, 7-6(1)          |
| 18 | no 6 |      | Stuttgart | 1996  | Moquette   |            | Pete Sampras  | F    | 3-6, 6-3, 3-6, 6-3, 6-4           |
| 19 | no 6 |      | Hanovre   | 1996  | Moquette   |            | Pete Sampras  | RR   | 7-6(10), 7-6(4)                   |

## Parfum
Boris Becker a créé son propre parfum, qui porte son nom, avec la société allemande LR Health & Beauty Systems. Il est distribué exclusivement par cette société, par l'intermédiaire des partenaires de vente agréés, dans plus d'une trentaine de pays à travers le monde.